# Лебедев, Олег Владимирович (политик)
Олег Владимирович Лебедев (род. 21 марта 1964 года) — российский политический и общественный деятель, проректор Российской академия народного хозяйства и государственной службы при Президенте РФ (РАНХиГС). Депутат Государственной Думы Российской Федерации 5-го и 6-го созывов. Член политической партии «Единая Россия».
Из-за поддержки российско-украинской войны — под санкциями 27 стран ЕС, Великобритании, Канады, Швейцарии, Украины.

## Биография
Вырос в Партените. В 1981 году получил среднее образование во Фрунзенской поселковой школе Алушты, после чего поступил в Харьковское высшее военное авиационное училище радиоэлектроники имени Ленинского комсомола Украины, которое окончил в 1985 году. В 1986 году участвовал в боевых действиях в Афганистане. Там, во время движения по маршруту из Кабула в Газни, автоколонна, которую сопровождал Лебедев, попала под обстрел. Два автомобиля были подбиты. Уничтожив пулемётный расчет, удалось вывести автоколонну из-под обстрела. За эти действия Лебедев впоследствии был удостоен боевой награды ордена Красной Звезды.
В 1996 году основал благотворительный фонд «Поколение», деятельность которого была направлена на развитие образования, спорта и здравоохранения. Фонд сотрудничал с московским научным центром сердечно-сосудистой хирургии им. Бакулева, и занимался сбором средств для проведения сложных операций на сердце детям. Помимо этого фондом была учреждена литературная премия для молодых авторов — «Дебют». Являлся генеральным директором фонда до 2007 года, пока не ушёл в политику, после чего долгое время возглавлял попечительский совет.
В 2003 году окончил Академию государственной службы. Был избран депутатом Государственной думы в 2007 и 2011 годах. Являлся первым заместителем думского Комитета по делам СНГ, евразийской интеграции и связям с соотечественниками. В качестве члена Госдумы создал 73 законопроекта, часть которых стали федеральными законами, в том числе изменения, касающиеся регламентирования работы винодельческой отрасли.
В 2012 году окончил Всероссийскую академию внешней торговли Минэкономразвития России. В настоящее время вернулся в Крым и проживает в отчем доме. Является ведущим научным сотрудником института экономики и управления Крымского федерального университета им. В. И. Вернадского.

## Международные санкции
Из-за поддержки российской агрессии и нарушения территориальной целостности Украины во время российско-украинской войны находится под персональными международными санкциями разных стран. С 14 марта 2020 года находится под санкциями всех стран Европейского союза. С 31 декабря 2020 года находится под санкциями Великобритании. С 19 декабря 2014 года находится под санкциями Канады. С 2 апреля 2020 года находится под санкциями Швейцарии.
Указом президента Украины Владимира Зеленского от 14 мая 2020 находится под санкциями Украины.

## Награды и звания
- Орден Красной Звезды[2].
- Орден Русской Православной Церкви Святого Благоверного Князя Даниила Московского III степени[2].
- Заслуженный тренер России[2].
- Заслуженный работник физической культуры Российской Федерации[2].
- Благодарность Президента Российской Федерации (23 марта 2015 года) — за заслуги в развитии российского парламентаризма и активную законотворческую деятельность[5][2].
- Почетная грамота Председателя Государственной Думы Российской Федерации[2].
- Орден «За верность долгу» Республика Крым[2].
- Юбилейная медаль «МПА СНГ. 20 лет» (11 апреля 2013 года, Межпарламентская ассамблея СНГ) — за вклад в развитие и совершенствование правовых основ функционирования Содружества Независимых Государств, модельного и национального законодательства государств — участников МПА СНГ, а также в укрепление международных связей и межпарламентского сотрудничества[6].
- Медаль «МПА СНГ. 25 лет» (27 марта 2017 года, Межпарламентская ассамблея СНГ) — за заслуги в деле развития и укрепления парламентаризма, за вклад в развитие и совершенствование правовых основ функционирования Содружества Независимых Государств, укрепление международных связей и межпарламентского сотрудничества[7]